# 日本裸蜥鱼
日本裸蜥鱼（学名：Lestrolepis japonica），又名日本光鱗魚、裸狗母魚，为魣蜥鱼科裸蜥鱼属的鱼类。分布于日本、台湾岛以及东海等海域。该物种的模式产地在日本相模湾。體長可達19公分，棲息在中層水域，生活習性不明。